# Avenue Frédéric-Estèbe
L'avenue Frédéric-Estèbe (en occitan : avenguda Frédéric Estèbe) est une voie de Toulouse, chef-lieu de la région Occitanie, dans le Midi de la France.

## Situation et accès

### Description
L'avenue Frédéric-Estèbe est une voie publique. Elle traverse le quartier des Minimes.
Elle naît de l'avenue des Minimes et suit un parcours relativement rectiligne, orienté au nord. Elle se termine au carrefour du boulevard Pierre-et-Marie-Curie. Elle est prolongée au nord par l'impasse Barthe et par la route de Launaguet et la route métropolitaine 15.
La chaussée compte une voie de circulation automobile en sens unique, de l'avenue des Minimes vers le boulevard Pierre-et-Marie-Curie. Il existe, du côté impair, une bande cyclable pour les cyclistes circulant en contre-sens.

### Voies rencontrées
L'avenue Frédéric-Estèbe rencontre les voies suivantes, dans l'ordre des numéros croissants (« g » indique que la rue se situe à gauche, « d » à droite) :
1. Avenue des Minimes
2. Rue Georges-Guynemer (d)
3. Rue Pierre-d'Aragon (d)
4. Rue Louis-Vignes (d)
5. Rue d'Eylau (d)
6. Impasse Marty (g)
7. Rue Mengaud (d)
8. Rue Villemur (g)
9. Rue des Anges (d)
10. Rue de Royan (d)
11. Rue Bialar (g)
12. Rue Baqué (g)
13. Rue Marc-Arcis (g)
14. Impasse des Mazades (d)
15. Rue de Bordeaux (d)
16. Avenue des Mazades (d)
17. Rue Jonas (d)
18. Rue Lambic (d)
19. Boulevard Pierre-et-Marie-Curie

### Transports
L'avenue Frédéric-Estèbe est parcourue et desservie sur toute sa longueur par la ligne 27. Elle se trouve par ailleurs à proximité de plusieurs stations de la ligne  du métro : la station Minimes – Claude-Nougaro, avenue des Minimes, et la station Barrière-de-Paris, sur la place du même nom. À cette dernière se trouvent également les arrêts des bus 152941110.
Les stations de vélos en libre-service VélôToulouse les plus proches sont les stations no 124 (27 avenue des Minimes), no 125 (barrière de Paris), no 132 (101 avenue des Minimes), no 133 (71 avenue des Minimes), no 150 (78 boulevard Pierre-et-Marie-Curie) et no 152 (10 avenue des Mazades).

## Odonymie

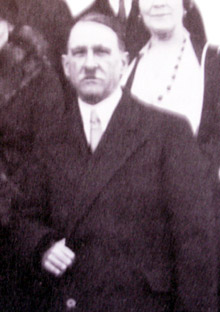
Frédéric Estèbe (1863-1936).

L'avenue porte le nom de Frédéric Estèbe (1863-1936). Né à Buenos Aires en Argentine, il grandit à Toulouse. Élève à l'école normale, il devient professeur. Il s'installa comme enseignant en 1888 à Madagascar et assista à la conquête de l'île en 1895, puis à la brutale « pacification » menée par le général Joseph Gallieni. Ce dernier le remarqua et lui offrit un poste d'administrateur territorial. Frédéric Estèbe poursuivit sa carrière dans l'administration des colonies, comme gouverneur de l'Oubangui-Chari en 1911, gouverneur général de l'Afrique-Équatoriale française en 1913, du Moyen-Congo en 1916, et de La Réunion en 1920. Il fut également un fervent républicain, vice-président de la confédération des œuvres laïques de la Ligue de l'enseignement. Franc-maçon, il fut grand-maître du Grand Orient de France en 1930. Il demeurait à Toulouse dans un appartement du boulevard de Strasbourg (actuel no 54). Il mourut à Montauban et fut inhumé au cimetière de Terre-Cabade.
Au XVIe siècle, l'avenue n'était qu'une partie du chemin qui allait de la porte Arnaud-Bernard (emplacement de l'actuelle place Arnaud-Bernard) au village de Launaguet. Il était connu sous ce nom ou, plus simplement, sous celui de chemin ou de route de Launaguet (cami de Launaguet en occitan). D'ailleurs, ce nom se retrouve encore pour la voie qui prolonge l'avenue Frédéric-Estèbe au nord – l'actuelle route de Launaguet. En 1824, quand les autorités municipales déplacèrent la barrière d'octroi au nord du faubourg des Minimes, sur le chemin-de-ronde de Launauguet (actuel boulevard Pierre-et-Marie-Curie), la partie de la route qui se trouvait du côté de la ville devint l'avenue de Launaguet. Finalement, l'avenue prit le nom de Frédéric Estèbe en mai 1937, soit quelques mois seulement après sa mort, par la volonté de la municipalité socialiste d'Antoine Ellen-Prévot.

## Patrimoine et lieux d'intérêt

### Domaine de Caussade
no  77 :  Inscrit MH (1996, façades, toitures et portail d'entrée).

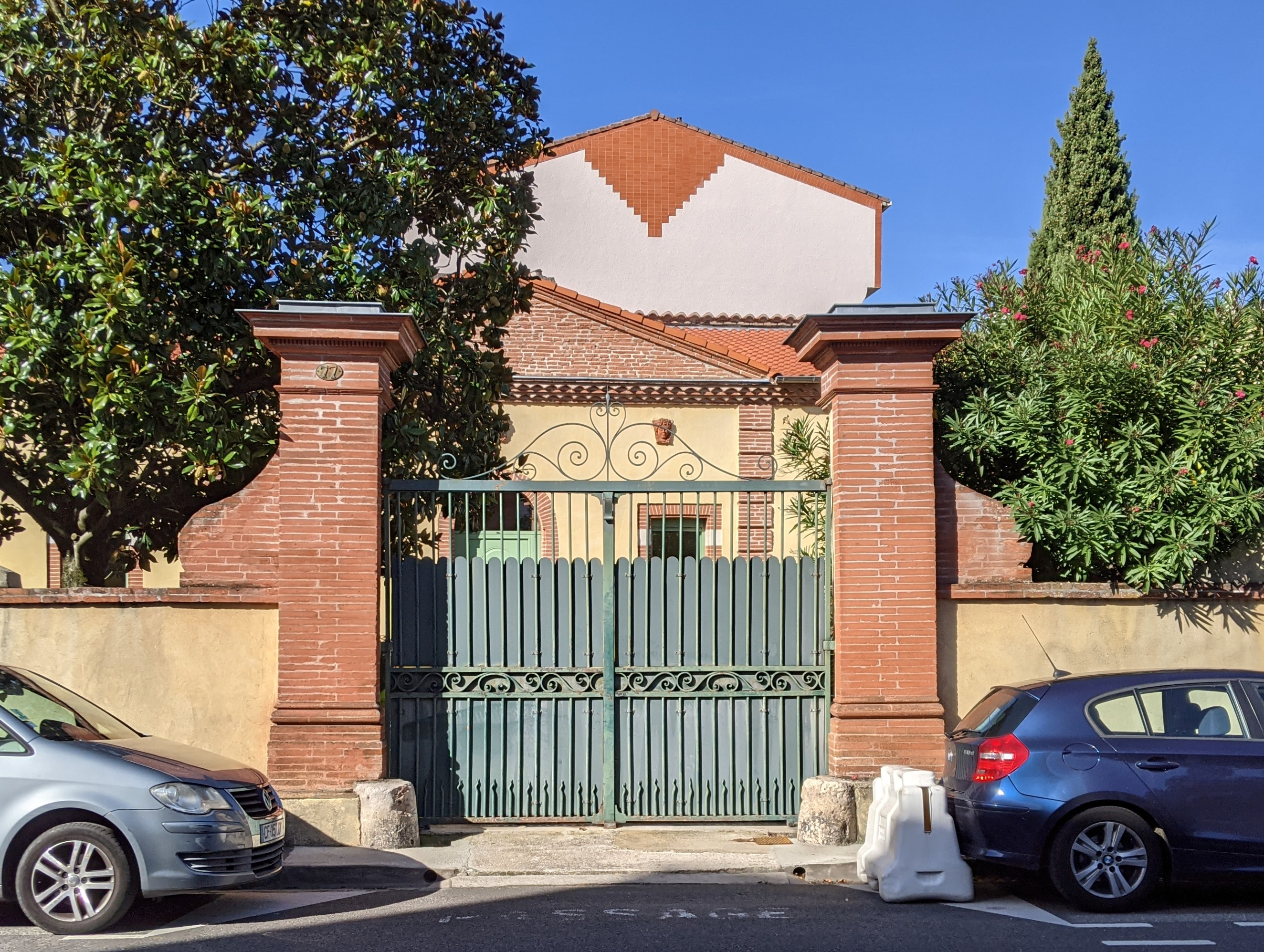
no 77 : domaine de Caussade.

Une maison de plaisance est construite dans la deuxième moitié du XVIIIe siècle sur le domaine de Caussade. Malgré les nombreux remaniements qui ont modifié son aspect, elle conserve des éléments caractéristiques de l'architecture néo-classique toulousaine.
La maison s'élève sur une étroite parcelle à l'angle de la rue Marc-Arcis et fermée, sur l'avenue Frédéric-Estèbe, par un mur de clôture. Il est percé d'un grand portail encadré par des ailerons. Deux portes piétonnes latérales ont des chambranles finement moulurés. Le corps de bâtiment principal a un plan rectangulaire. Il s'élève sur deux niveaux – un rez-de-chaussée et un étage de comble – et se développe sur cinq travées. Le rez-de-chaussée est percé d'une la porte en plein cintre et de fenêtres rectangulaires. Le corps central, large de trois travées, est encadré de dosserets à bossages et surmonté d'un fronton triangulaire. Trois mascarons sculptés figurent des divinités romaines, dont la déesse Diane coiffée d'un croissant de lune. Sur le jardin, le rez-de-chaussée est également ouvert par une porte surmontée d'un mascaron et des fenêtres rectangulaires, tandis que l'étage de combles est percé d'oculi dont le style rappelle ceux de l'hôtel de Puivert (actuel no 8 rue Bouquières).

### Immeubles et maisons
- no  19 : ferme « La Mouche ». 
Les bâtiments de la ferme sont construits dans le premier quart du XIXe siècle sur l'avenue des Minimes (actuel no 68 bis), tandis que l'accès des communs se fait par l'avenue Frédéric-Estèbe[6]. C'est alors une véritable ferme, avec un commerce de vaches laitières, avec des étables et des greniers à foin, mais aussi un relais de poste et une auberge. Du côté de l'avenue des Minimes, la façade du bâtiment est décorée d'une sculpture en terre cuite figurant une abeille ou une mouche, d'où la ferme a gagné son nom[7].

- no  46-50 : cité des Mazades. 
La cité des Mazades est aménagée entre 1958 et 1972, sous la direction de l'architecte Jean Montier, un architecte représentatif du mouvement moderne à Toulouse, pour le compte de la Société Coopérative HLM de la Haute-Garonne. Elle compte finalement 800 logements pour environ 3 500 habitants[8]. Les différents immeubles s'organisent autour de l'avenue des Mazades et de plusieurs rues perpendiculaires – rue de Bordeaux, rue de Royan et rue d'Arcachon. 
Un long bâtiment de quatre étages étire sa longue façade en courbes et contre-courbes le long de l'avenue Frédéric-Estèbe et de la rue de Royan. L'ossature est en béton armé. Le rez-de-chaussée repose sur des pilotis, ce qui permet de créer des espaces fermés destinés à recevoir les parties communes, mais aussi à ménager des passages libres vers la rue d'Arcachon et l'intérieur de la cité. Les étages, occupés par les appartements, sont éclairés par les fenêtres qui forment des bandeaux presque continus. Des balcons, disposés en quinconce, viennent rompre la monotonie de la façade[9].

- no  59 : maison toulousaine. 
Une maison toulousaine est construite dans la deuxième moitié du XIXe siècle. Elle s'élève en fond de parcelle. Deux bâtiments encadrent la porte cochère sur l'avenue Frédéric-Estèbe. La maison s'élève sur deux niveaux – un rez-de-chaussée et un niveau de comble – séparés par un cordon de brique. La travée centrale, où s'ouvre la porte d'entrée, est mise en valeur par un encadrement de pilastres. Au rez-de-chaussée, les fenêtres ont des chambranles à crossettes et une agrafe en pointe-de-diamant. Le niveau de comble est ventilé par des oculi en terre cuite. L'élévation est couronnée par une corniche moulurée, surmontée d'une frise d'antéfixes en terre cuite[10].

- no  61 : maison. 
La maison est construite en 1914, sur les plans de l'architecte Perry. Elle s'élève au cœur d'un jardin arboré, séparé de l'avenue par un mur de clôture, percé d'une porte cochère encadrée de deux piliers à bossage. La maison est composée de plusieurs corps de bâtiment dont les décrochements soulignent la dissymétrie. Le sous-sol semi-enterré est mis en valeur par un revêtement de galets de Garonne, tandis que le rez-de-chaussée surélevé et l'étage sont bâtis en brique. Un escalier monte à la porte d'entrée, protégée par une marquise en fonte. Les fenêtres ont des garde-corps, également en fonte. Les élévations sont surmontées d'une balustrade en terre cuite[11].

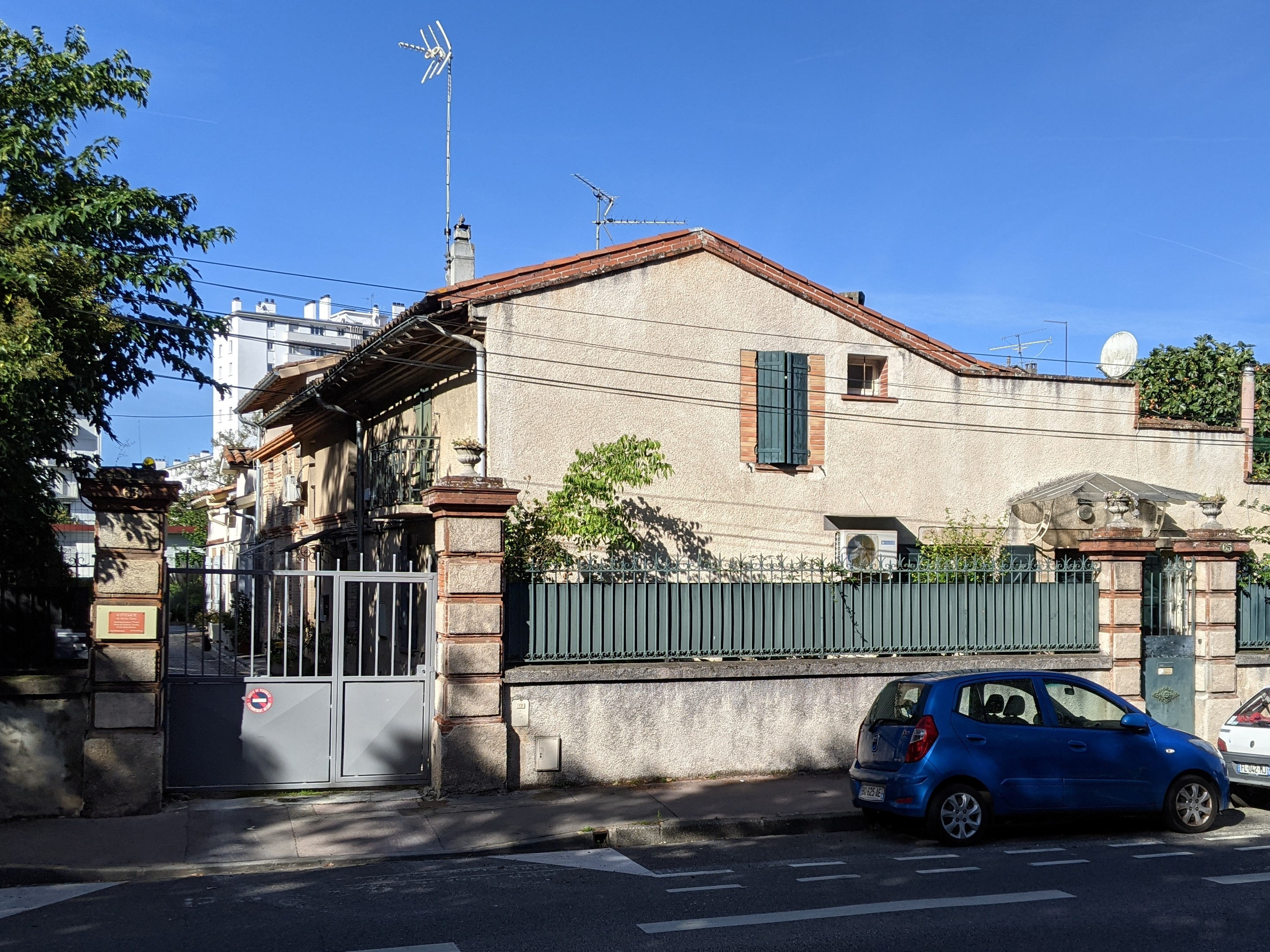
no 63-65 : ancienne ferme.

- no  63-65 : ferme. 
La ferme est construite dans la première décennie du XXe siècle. La porte cochère et la porte piétonne sont encadrées de piliers à bossages. La cour de la ferme est séparée du jardin par un muret. Le bâtiment principal, bâti en brique, se développe perpendiculairement à l'avenue, légèrement en retrait. Il s'élève sur deux niveaux séparés par un cordon de brique : un rez-de-chaussée et un comble à surcroît. Ce dernier est aéré par de petites fenêtres rectangulaires. Une corniche moulurée à denticules supporte la toiture[12].

- no  98 : maison. 
La maison, de style Art déco, est construite dans les années 1930. Le rez-de-chaussée, occupé par le garage, est couvert d'un appareil de moellons de pierre. Un escalier tournant monte au 1er étage, où s'ouvre la porte d'entrée, prise dans l'arc outrepassé du porche en-œuvre. Elle est encadrée par les fenêtres triples de deux bow-windows. La façade y alterne des bandeaux de béton enduit et de plaquis de brique[13].

- no  122 : immeuble. 
L'immeuble, construit en 1938 par l'architecte Jean-Louis Gilet dans le style Art déco « paquebot », est en béton enduit. Il s'élève au carrefour du boulevard Pierre-et-Marie-Curie. L'angle de l'immeuble, mis en valeur par l'arrondi de la façade, est ouvert par une large ouverture de boutique rectangulaire, encadrée de deux ouvertures plus étroites, également rectangulaires. Le 1er étage, éclairé par une fenêtre triple, est souligné par un balcon. L'élévation est surmontée par une large corniche[14].

### Jardins et installations sportives
- no  42 : maison de la Pétanque Claudette-Dumont.

- no  81-105 : stade municipal Paul-Arnauné. 
Le stade des Minimes s'étend entre l'avenue du même nom (actuel no 158) et l'avenue Frédéric-Estèbe. Le terrain en avait été offert à la municipalité par Paul Arnauné, qui lui a donné son nom. Il est inauguré le 19 décembre 1937 lors d'un match de rugby à XIII opposant l'équipe de France à une sélection internationale. Il abrite désormais le siège du Toulouse olympique XIII. Cependant, la faible capacité du stade Paul-Arnauné oblige le club, qui a intégré le Championship en 2009, à disputer les matchs au stade Ernest-Argelès, à Blagnac, ou exceptionnellement au stade Ernest-Wallon, dans le quartier des Sept-Deniers[15].

- no  84 : jardin Rue-de-Bordeaux. 
Le jardin se trouve au carrefour de la rue de Bordeaux. Il est aménagé lors de la construction de l'ensemble de la cité des Mazades dans les années 1960. Il bénéficie d'une rénovation en 2013, avec l'aménagement d'une aire de jeux pour enfants.